# Френсис, Бев
Бев Френсис (анг. Bev Francis, родилась 15 февраля 1955) — австралийская профессиональная культуристка.

## Молодость
Родилась  в Geelong, штат Виктория, Австралия  15 февраля 1955.
Моим именем отца был Фредерика и Берилл  Френсис, её отец работал школьным учителем, а мать была танцовщицей. Беф была самым младшим из пяти детей.
Беф Френсис  училась  в Начальной школе  Hern-Hell, в Bell Park High School и университете Мельбурна.
Бев начала заниматься спортом с раннего детства.   С 4-15 занималась балетом,  в школе занималась легкой атлетикой, плаванием, футболом, хоккеем на траве и теннисом.
В университете занималась волейболом, греблей и легкой атлетикой.  В 1976 году окончила учебу в университете. По специальности учитель физкультуры.

## Спортивная карьера
В 1977 году выступала в  австралийской команде на тихоокеанских играх.
В 1978 году выступала на играх  британского Содружества, в 1979 году на чемпионате мира по легкой атлетике, в 1981 году на тихоокеанских играх и в 1982 году на играх содружества.
В 1980-1985 годах представляла Австралию на чемпионате силового троеборья и все шесть раз выиграла.

## Карьера в бодибилдинге
Бев Френсис  начала заниматься бодибилдингом в 1978 году, когда её пригласили на съемки фильма Качая железо 2: Женщины.
Начала выступления в бодибилдинге с 1983 года. В 1986 и 1991 годах выиграла соревнование Ms. Olympia.  В 1987 году выиграла международные соревнования по бодибилдингу.

### История выступлений
- 1983 Caesars World Cup – 8-е место
- 1984 IFBB Grand Prix Las Vegas – 8-е место
- 1986 LA Pro Championship – 3-ое место
- 1986 Ms. International – 3-ое место
- 1986 International Federation of BodyBuilders: Ms. Olympia – 10-е место
- 1987 Pro World Championship – 1-е место
- 1987 International Federation of BodyBuilders: Ms. Olympia – 3-ое место
- 1988 International Federation of BodyBuilders: Ms. Olympia – 3-ое место
- 1989 International Federation of BodyBuilders: Ms. Olympia – 3-ое место
- 1990 International Federation of BodyBuilders: Ms. Olympia – 2-е место
- 1991 International Federation of BodyBuilders: Ms. Olympia – 2-е место

## Деятельность вне спорта
В 1987 году Бев Френсис открыла свой собственный тренажерный зал. С 1987 года проживает в Нью-Йорке.
Несмотря на свои занятия спортом,  Бев — мать  двоих дочерей.